# Mill Shoals
Mill Shoals is een plaats (village) in de Amerikaanse staat Illinois, en valt bestuurlijk gezien onder Wayne County en White County.

## Demografie
Bij de volkstelling in 2000 werd het aantal inwoners vastgesteld op 235. In 2006 is het aantal inwoners door het United States Census Bureau geschat op 232, een daling van 3 (-1,3%).

## Geografie
Volgens het United States Census Bureau beslaat de plaats een oppervlakte van 2,0 km², geheel bestaande uit land.

## Plaatsen in de nabije omgeving
De onderstaande figuur toont nabijgelegen plaatsen in een straal van 20 km rond Mill Shoals.